# فيكتوريا بولتيكو
فيكتوريا بولتيكو (بالأوكرانية: Вікторія Булітко) فنانة مسرح أوكرانية من مواليد (25 يناير 1983، زاباروجيا)

## التعليم
تخرجت من مدرسة الفيزياء والرياضيات رقم 23، وفي عام 2000 ، تخرجت من قسم المسرح جامعة زاباروجيا الوطنية ، كلية التربية الاجتماعية وعلم النفس ، وتخصصت في التمثيل المسرحي والسينمائي.

## المسرح
- من 2001 إلى 2008، عملت في مسرح زاباروجيا الأكاديمي للشباب.
- في عام 2008، انتقل إلى كييف وبدأت التمثيل بنشاط في عدد من مشاريع التلفزيون والأفلام.
- من عام 2008 إلى عام 2016 ، ممثلة في مسرح كييف الأكاديمي للدراما في بوديل.

## أدوار دراما
تظهر فيكتوريا في دور درامي. في عام 2010 في مسرح بودول مع المخرج الفني فيتالي مالاخوفا ، تم عرض مسرحية "Last Summer in Chulimsk" للمخرج الكساندر فامبيلوف، حيث لعب بوليتكو الدور الرئيسي وأدى أغانيه الخاصة. لهذا الدور ، حصلت فيكتوريا على جائزة Kyiv Pectoral عام 2012 في ترشيحين: "أفضل دور نسائي" ، "أفضل مفهوم موسيقي للمسرحية"وفي عام 2015 ، أشاد النقاد أيضًا بأدائها مثل فيرونيكا في مسرحية فيكتور روزوف "Eternally Alive".